# تاتوان
تاتوان (به ترکی استانبولی: Tatvan) شهری است در کشور ترکیه که در استان بتلیس واقع شده‌است. جمعیت این شهر بر اساس سرشماری سال ۲۰۰۸ میلادی ۵۷٬۹۷۶ نفر و بر اساس برآوردهای سال ۲۰۰۹ میلادی ۶۰٬۹۱۹ نفر می‌باشد.

## آب و هوا
| داده‌های اقلیم تاتوان    | داده‌های اقلیم تاتوان | داده‌های اقلیم تاتوان | داده‌های اقلیم تاتوان | داده‌های اقلیم تاتوان | داده‌های اقلیم تاتوان | داده‌های اقلیم تاتوان | داده‌های اقلیم تاتوان | داده‌های اقلیم تاتوان | داده‌های اقلیم تاتوان | داده‌های اقلیم تاتوان | داده‌های اقلیم تاتوان | داده‌های اقلیم تاتوان | داده‌های اقلیم تاتوان |
| ماه                     | ژانویه               | فوریه                | مارس                 | آوریل                | مه                   | ژوئن                 | ژوئیه                | اوت                  | سپتامبر              | اکتبر                | نوامبر               | دسامبر               | سال                  |
| ----------------------- | -------------------- | -------------------- | -------------------- | -------------------- | -------------------- | -------------------- | -------------------- | -------------------- | -------------------- | -------------------- | -------------------- | -------------------- | -------------------- |
| میانگین بیش‌ترین °C (°F) | ۰٫۶ (۳۳)             | ۱٫۵ (۳۵)             | ۵٫۱ (۴۱)             | ۱۱٫۵ (۵۳)            | ۱۷٫۲ (۶۳)            | ۲۳٫۳ (۷۴)            | ۲۸٫۱ (۸۳)            | ۲۸٫۰ (۸۲)            | ۲۳٫۸ (۷۵)            | ۱۶٫۱ (۶۱)            | ۸٫۹ (۴۸)             | ۲٫۹ (۳۷)             | ۱۳٫۹۲ (۵۷٫۱)         |
| میانگین کم‌ترین °C (°F)  | −۵٫۰ (۲۳)            | −۵٫۵ (۲۲)            | −۲٫۱ (۲۸)            | ۲٫۸ (۳۷)             | ۶٫۹ (۴۴)             | ۱۰٫۸ (۵۱)            | ۱۴٫۵ (۵۸)            | ۱۴٫۲ (۵۸)            | ۱۰٫۶ (۵۱)            | ۵٫۷ (۴۲)             | ۰٫۷ (۳۳)             | −۳٫۲ (۲۶)            | ۴٫۲ (۳۹٫۴)           |
| بارندگی میلی‌متر (اینچ)  | ۸۹ (۳٫۵)             | ۱۰۷ (۴٫۲۱)           | ۱۱۱ (۴٫۳۷)           | ۱۲۴ (۴٫۸۸)           | ۷۹ (۳٫۱۱)            | ۲۶ (۱٫۰۲)            | ۶ (۰٫۲۴)             | ۶ (۰٫۲۴)             | ۱۳ (۰٫۵۱)            | ۸۰ (۳٫۱۵)            | ۱۰۸ (۴٫۲۵)           | ۹۵ (۳٫۷۴)            | ۸۴۴ (۳۳٫۲۳)          |
| منبع: Climate-data.org  |                      |                      |                      |                      |                      |                      |                      |                      |                      |                      |                      |                      |                      |